# Flâneur III: Benjamins skygge
|  | Denne artikel er oprettet af botten PalnaBot ud fra en ekstern database. Den kan derfor have sproglige fejl eller mangler. Denne skabelon kan fjernes efter kontrol af indholdet. |

Flâneur III: Benjamins skygge er en kortfilm fra 1998 instrueret af Skjødt Jensen, Torben efter manuskript af Ulf Peter Hallberg.

## Handling
Denne film er først og fremmest en poetisk og passioneret kærlighedserklæring til byen Paris: Passagerne, Seinen, Jardin du Luxembourg, Metroen. Med udgangspunkt i den tyske filosof Walter Benjamins "Passageværket" har instruktøren skabt et associativt univers, en mosaik, hvor tekstfragmenter indgår i et tæt samspil med byens symbolladede rum. Med instruktøren som flaneur, bevægende sig rundt i storbyen, hånd i hånd med historiens engel, fremmanes en indsigt i kulturhistoriens sammenstød med nutiden. Vi møder moderne parisere, og på lydsiden høres Ulf Peter Hallbergs refleksioner over Benjamins værk.